# Новосубхангулово
Новосубхангу́лово (рос. Новосубхангулово, башк. Яңы Собханғол) — присілок у складі Бурзянського району Башкортостану, Росія. Входить до складу Старосубхангуловської сільської ради.
З 17 квітня 1992 року до 19 листопада 2008 року присілок був центром окремої сільради.
Населення — 525 осіб (2010; 513 в 2002).
Національний склад:
- башкири — 99%